# Jean-Louis Schlesser
Jean-Louis Schlesser, francoski dirkač Formule 1, * 12. september 1948, Nancy, Francija.
Jean-Louis Schlesser je upokojeni francoski dirkač Formule 1. Debitiral je na domači Veliki nagradi Francije v sezoni 1983, ko pa se mu ni uspelo kvalificirati na samo dirko. Drugič in zadnjič je v Formuli 1 nastopil na Veliki nagradi Italije v sezoni 1988, ko je zasedel enajsto mesto z več kot dvema krogoma zaostanka za zmagovalcem.

## Popoln pregled rezultatov
(legenda) (odebeljene dirke pomenijo najboljši štartni položaj, poševne pa najhitrejši krog, †-uvrščen kljub odstopu)
| Leto | Moštvo                      | Šasija        | Motor       | 1   | 2    | 3       | 4   | 5   | 6    | 7    | 8   | 9   | 10  | 11  | 12     | 13  | 14  | 15  | 16  | Prv | Toč |
| ---- | --------------------------- | ------------- | ----------- | --- | ---- | ------- | --- | --- | ---- | ---- | --- | --- | --- | --- | ------ | --- | --- | --- | --- | --- | --- |
| 1983 | RAM Automotive Moštvo March | March-RAM 01  | Cosworth V8 | BRA | ZZDA | FRA DNQ | SMR | MON | BEL  | VZDA | KAN | VB  | NEM | AVT | NIZ    | ITA | EU  | JAR |     | -   | 0   |
| 1988 | Canon Williams Team         | Williams FW12 | Judd V8     | BRA | SMR  | MON     | MEH | KAN | VZDA | FRA  | VB  | NEM | MAD | BEL | ITA 11 | POR | ŠPA | JAP | AVS | -   | 0   |